# Dhammananda Bhikkhuni

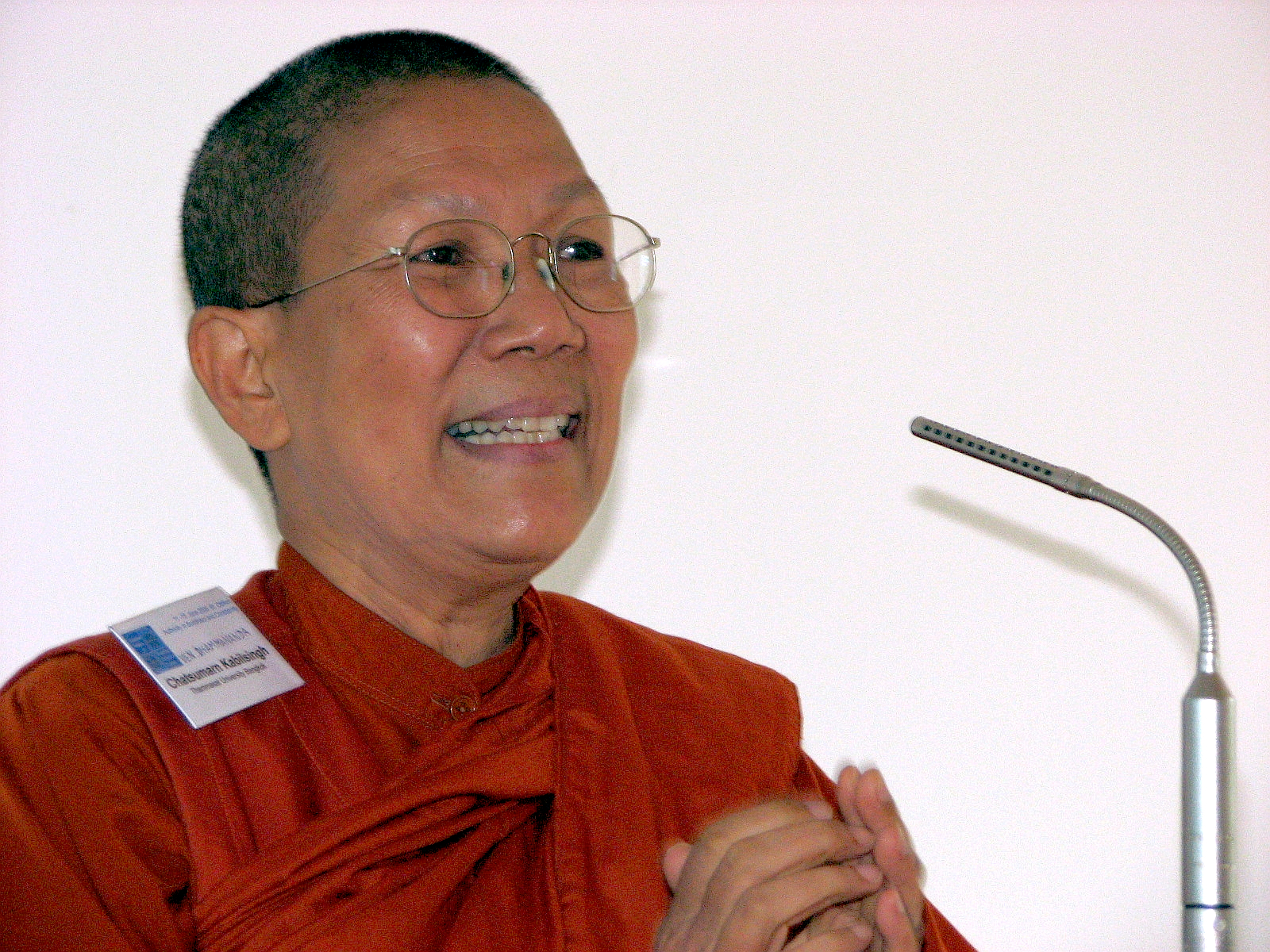
Dhammananda Bhikkhuni, Deutschland 2009

Dhammananda Bhikkhuni (Thai: ภิกษุณีธัมมนันทา, RTGS: Phiksuni Thammanantha, Aussprache: [pʰíksùʔniː tʰammáʔnantʰaː], eigentlich Chatsumarn Kabilsingh, Thai: ฉัตรสุมาลย์ กบิลสิงห์, Chatsuman Kabinsing; * 6. Oktober 1944 in Bangkok) ist eine thailändische Religionswissenschaftlerin und buddhistische Nonne. Sie ist die erste voll ordinierte Nonne (Bhikkhuni) des Theravada-Buddhismus in Thailand. Nach ihrer Pensionierung als Professorin der Thammasat-Universität in Bangkok entschloss sie sich, buddhistische Nonne zu werden. In Sri Lanka erhielt sie 2003 ihre Vollordination und leitet seit dem Tod ihrer Mutter im gleichen Jahr das einzige Nonnenkloster Thailands: Wat Songdhammakalyani in Nakhon Pathom. Von ihren Anhängern wird sie Luang Mae genannt.

## Leben
Bereits Chatsumarn Kabilsinghs Großmutter mütterlicherseits Somcheen, die aus Laos stammte, legte, nachdem ihr Mann früh gestorben und ihre fünf Töchter erwachsen waren, das Gelübde einer Mae Chi ab. Dabei handelt es sich um eine in Thailand übliche Zwischenstufe zwischen Laiin und Nonne, die ihr bürgerliches Leben aufgibt und sich zur Einhaltung von acht Regeln (Silas; für buddhistische Laien sind es nur fünf) verpflichtet, für die aber nicht der gesamte Regelkanon Patimokkha gilt und an deren Ordination keine Mönche mitwirken.
Chatsumarns Vater Kokiat Satsen (ก่อเกียรติ ษัฏเสน) war Parlamentsabgeordneter der Demokratischen Partei aus der südthailändischen Provinz Trang. Ihre Mutter Voramai Kabilsingh war Lehrerin, Journalistin und Schriftstellerin. Sie ließ sich 1956 als Mae Chi ordinieren und war schließlich 1971 die erste thailändische Frau, die in Taiwan eine volle Nonnenordination erhielt (nach der chinesischen Dharmagupta- und nicht der in Thailand vorherrschenden Theravada-Tradition). Sie verwandelte ihr Haus in einen Tempel (Wat Songdhammakalyani), in dem auch ihre Tochter Chatsumarn aufwuchs.
Nach ihrer Schulausbildung studierte Chatsumarn Kabilsingh an der Visva-Bharati University in Shantiniketan im indischen Bundesstaat Westbengalen Philosophie und schloss mit einem Honours Degree ab. Sie schloss ein Masterstudium der Religionswissenschaft an der kanadischen McMaster University an und promovierte schließlich an der Magadh-Universität in Bodhgaya zum Ph.D. in buddhistischen Studien. Sie war verheiratet und lehrte 27 Jahre lang als Professorin für Philosophie und Religion der Thammasat-Universität in Bangkok.
Als ihre drei Söhne erwachsen waren und sie 2000 als Professorin emeritierte, folgte sie dem Weg ihrer Mutter und strebte die Ordination als buddhistische Nonne an. 2001 erhielt sie in Sri Lanka ihre erste Ordination mit acht Gelübden (Zölibat, keine Schönheitspflege und Schmuck und keine Nahrungsaufnahme nach Mittag, zusätzlich zu den Fünf Silas, die für alle Buddhisten gelten) und wurde 2003 als erste thailändische Frau eine vollordinierte Bhikkhuni der Theravada-Tradition. Dazu ist die Konsekration durch mindestens je fünf Mönche und Nonnen erforderlich. Da sie sich für die Theravada- und gegen die chinesische oder tibetische Tradition entschieden hatte, war dies nur in Sri Lanka möglich. Dhammananda erhielt die Weihe von Mönchen und Nonnen der Siyam-Nikaya, deren Traditionslinie nach Ayutthaya zurückzuverfolgen ist. Dennoch wurde sie von der offiziellen Sangha Thailands nicht anerkannt. Über die Widerstände und Anfeindungen seitens des konservativen Mönchs-Establishments und der damit eng verflochtenen Regierungsstellen berichtet sie im April 2005 auf der International Conference on Thai Studies.
Chatsumarn Kabilsingh ist Autorin und Übersetzerin zahlreicher Bücher und Artikel über den Buddhismus in Asien, Frauen im Buddhismus, sowie Buddhismus und Ökologie.

## Wirken
Dhammananda Bhikkhuni ist eine Pionierin für die Frauenrechte in Thailand, insbesondere was das Recht der Frauen auf höhere Nonnenordination und Bildung betrifft. Sie gilt auch als Verfechterin eines Engagierten Buddhismus. 1984 begann sie mit der Publikation von „Yasodhara“, einem Journal über Aktivitäten buddhistischer Frauen. 1987 ist sie Mitbegründerin der internationalen buddhistischen Frauenorganisation Sakyadhita, deren ersten Kongress sie 1991 in Bangkok organisiert. Dhammananda Bhikkhuni und ihre Arbeit wird von einigen aufgeschlossenen Mönchen in Thailand, von prominenten Vertretern des Engagierten Buddhismus, wie Sulak Sivaraksa und von buddhistischen Feministinnen, wie Rita Gross und anderen unterstützt. 2005 wurde sie für den Friedensnobelpreis nominiert.

## Werke (Auswahl)
- A Comparative Study of Bhikkhunã Pàtimokkha. Chaukhambha Orientalia: India, 1981.
- Thai Women in Buddhism.Berkeley, CA: Parallax Press, 1991.
- Women in Buddhism: Questions and Answers.First published 1998. ISBN 974-572-607-9; Als E-Book: PDF
- The Structural Violence Against Women. Nakhonpathom 2005.